# Basedowena katjawarana
Basedowena katjawarana är en snäckart som beskrevs av Alan Solem 1993. Basedowena katjawarana ingår i släktet Basedowena och familjen Camaenidae. Inga underarter finns listade i Catalogue of Life.